# Gemeinde Dropull

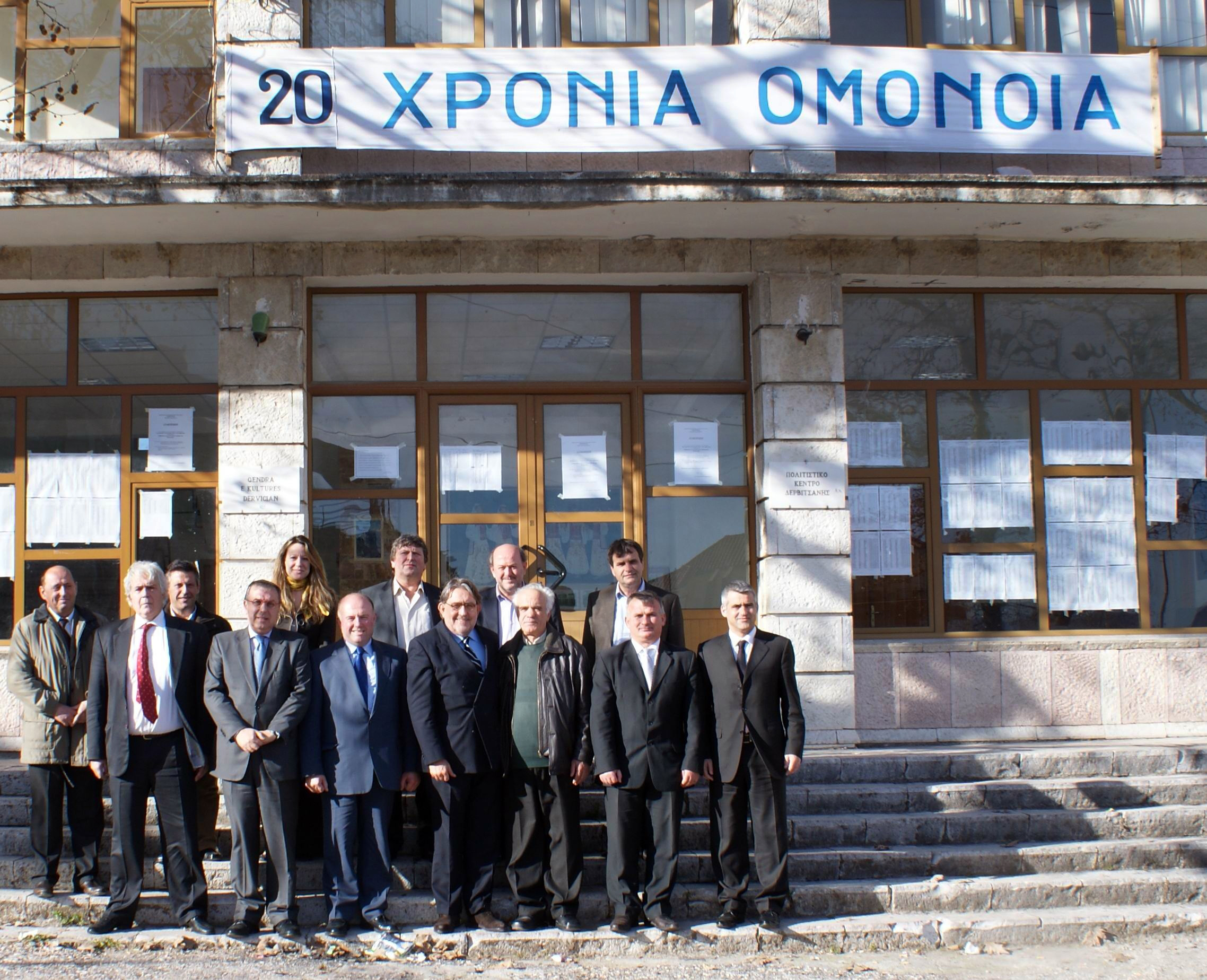
Der stellvertretende griechische Außenminister Demetrios Dollis am 16. Januar 2011 zu Besuch in Dervican

Die Gemeinde Dropull (albanisch Bashkia e Dropullit; griechisch Δήμος Δρόπολης) ist eine der 61 Gemeinden Albaniens. Die Gemeinde ganz im Süden des Landes gehört zum Qark Gjirokastra. Sie liegt unmittelbar an der Grenze zu Griechenland; die Mehrheit der 8259 Bewohner gehört zur griechischen Minderheit. Hauptort der Gemeinde ist Jorgucat.
Die Gemeinde entstand 2015 durch die Zusammenlegung der drei Gemeinden Dropull i poshtëm, Dropull i sipërm und Pogon. Heute bilden diese Njësitë administrative (Verwaltungseinheiten) der Bashkia. 

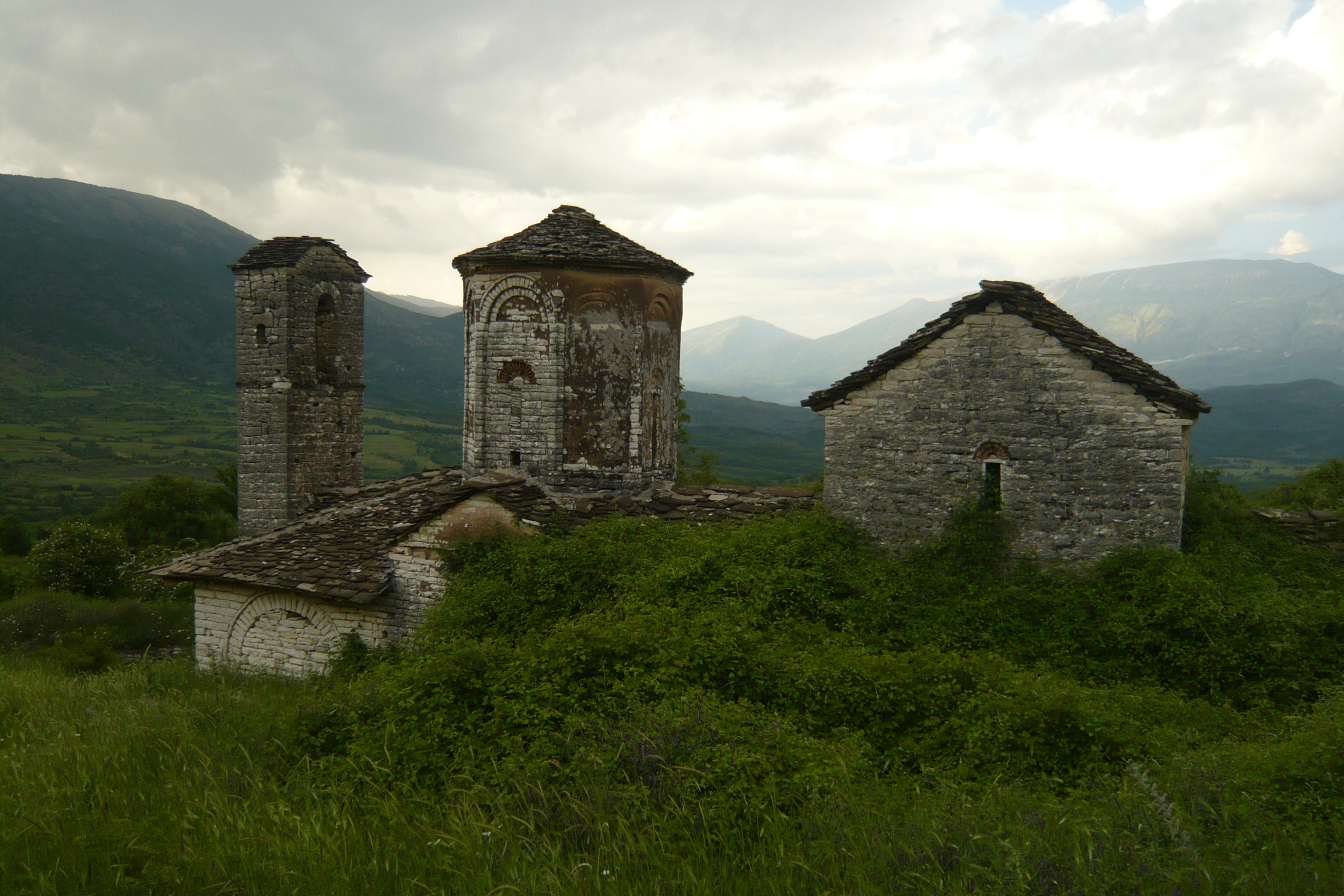
Kirche im Dorf Çatistra

Die Gemeinde umfasst die Region Dropull, das Tal des Drino zwischen Gjirokastra und der griechischen Grenze sowie Gebiete in der Nachbarschaft, die von der griechischen Minderheit bewohnt werden. Im bevölkerungsreicheren und gut erschlossenen Unteren Dropull liegen die Dörfer Dervican, Goranxi, Vanistër, Haskova, Dhuvjan, Sofratika, Terihat, Gorica, Frashtan, Lugar, Grapsh, Peshkëpi e sipërme, Peshkëpi e poshtme, Glina, Vrahogoranxi und Radat. Zum Oberen Dropull, das südwestlich anschließt, gehören die Dörfer Jorgucat, Zervat, Bularat, Bodrishta, Kakavija,  Vodhina, Vrisera, Drita, Kërra, Pepel, Klishar, Selo, Likomil, Llovina, Krioner, Sotira, Llongo und Koshovica. Sie liegen nicht mehr im Drinos-Tal, sondern im Nebental des Flusses Kselos. Die acht erstgenannten Orte liegen unten im Tal am Rande oder unweit der Dropull-Ebene und der Nationalstraße SH 4 und sind somit noch gut erschlossen. Zur Region Pogon gehören die Dörfer Poliçan, Skoreja, Sopik, Çatistra, Mavrojer, Hllomo und Selcka. Diese liegen sehr abgeschieden und schwer zugänglich östlich des Dropull in einem Hochtal zwischen dem Burreto-Berg (1763 m ü. A.) im Westen und der Nemërçka (2485 m ü. A.). Die einzigen, unasphaltierten Zugangsstraßen führen durch das Gebiet der Nachbargemeinde Libohova respektive über einen Grenzübergang bei Sopik.
| Name              | Einwohner 2023 | Einwohner 2001 |
| ----------------- | -------------- | -------------- |
| Dropull i Poshtëm | 3424           | 7558           |
| Dropull i Sipërm  | 4395           | 8525           |
| Pogon             | 440            | 907            |
| Total             | 8259           | 16.990         |

Die Volkszählung 2011 wurde von der griechischen Minderheit mehrheitlich boykottiert, weswegen damals nur 3500 Einwohner erfasst worden waren.  Ein direkter Vergleich macht somit keinen Sinn.